# 先鋒計劃

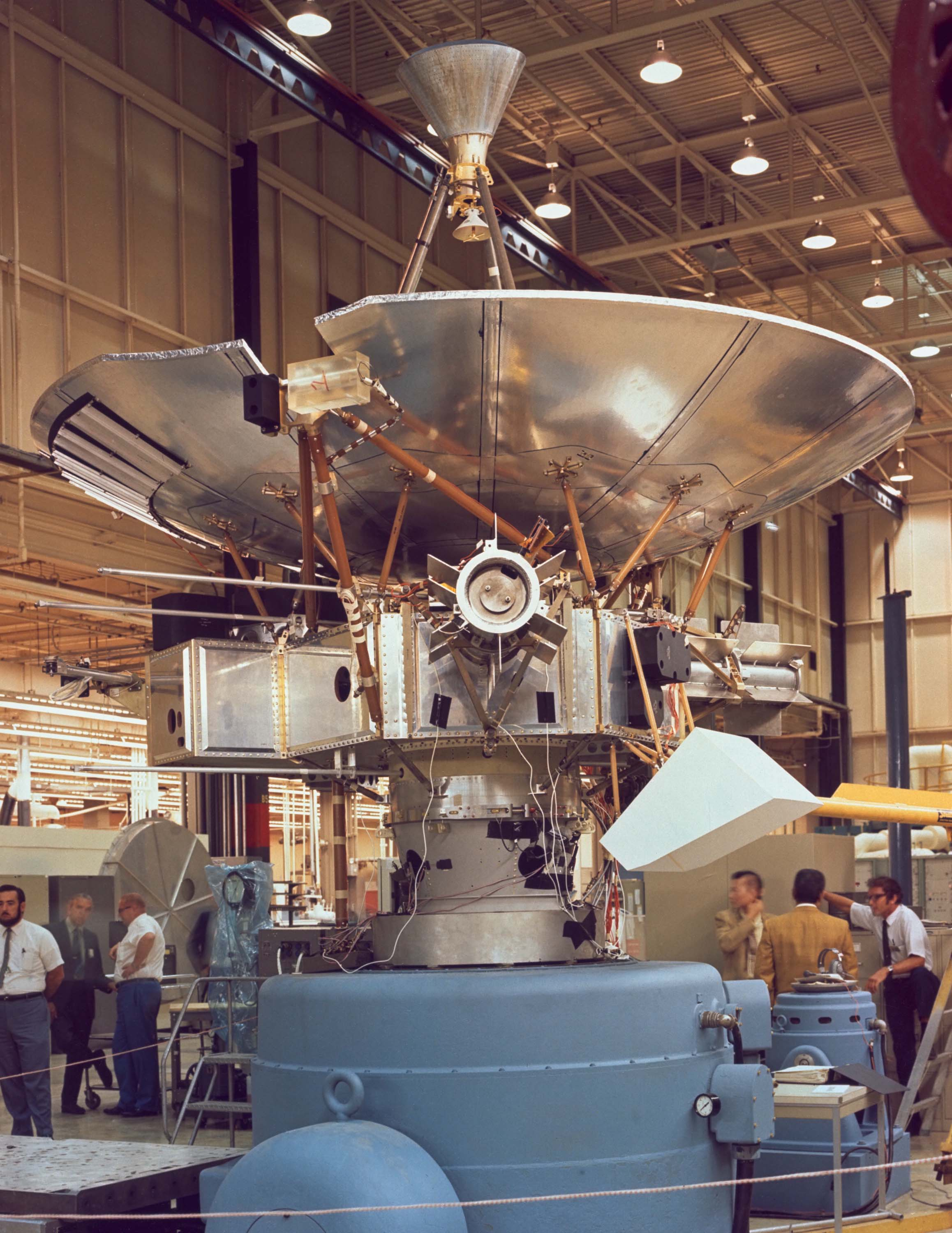
先鋒10号，1971年造。先鋒者10号和11号是整个先鋒計劃中最为著名。是最早飞出太阳系的人造卫星

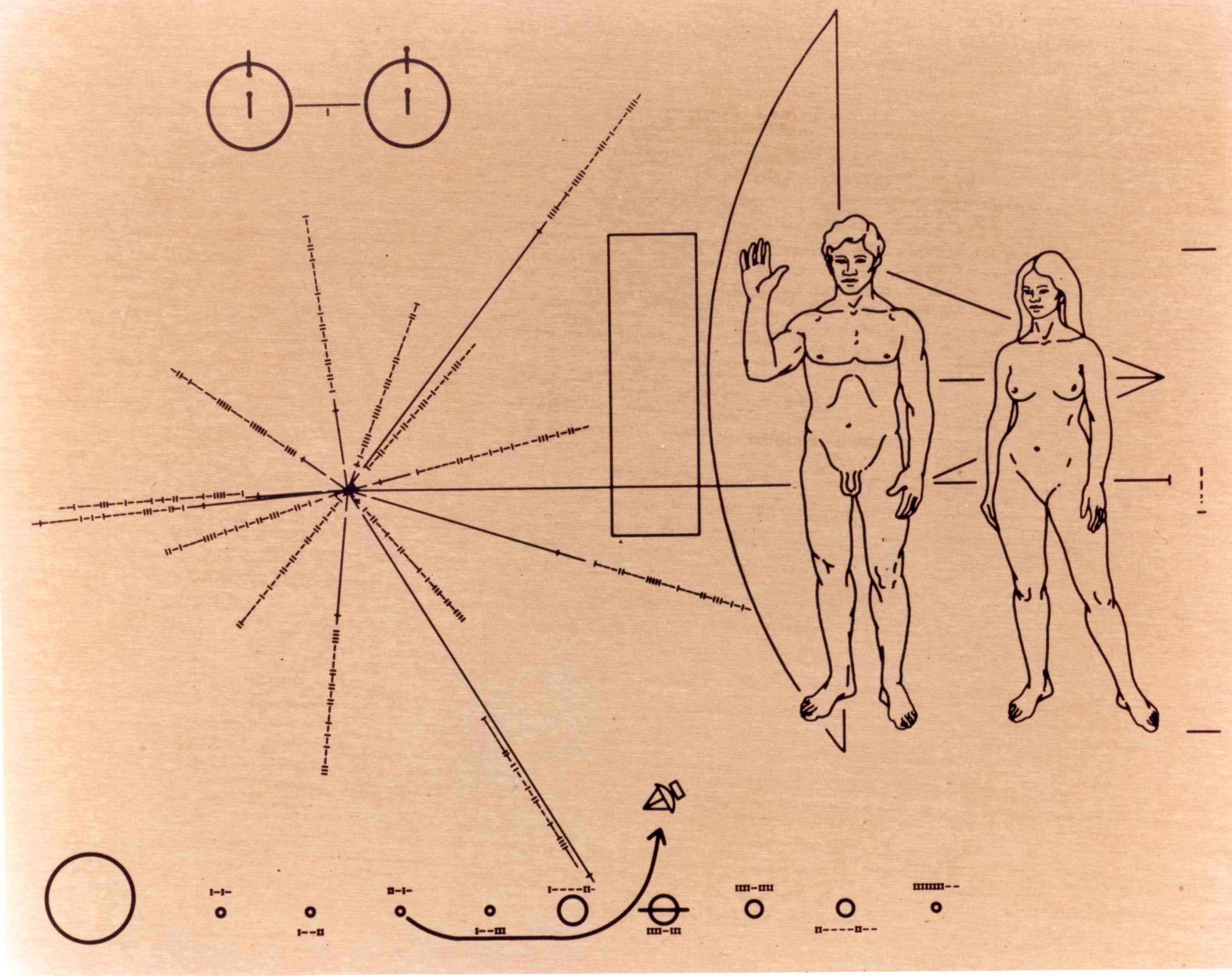
先鋒號鍍金鋁板

先鋒計劃（英語：Pioneer program）是美国的一系列无人行星探测任务。整个计划分为数个任务，而最著名的是先鋒者10号和11号，它们探测外层行星并飞出了太阳系。两个探测器都携带了刻画着男女和地球位置的金版，期待地外生命有朝一日发现并解读它。
计划的命名归功于斯蒂芬·A·萨利加（Stephen A. Saliga），当时属于赖特帕特森空军基地的空军定位小组成员。在一场发布会上，计划的首个航天器被提名为“带红外扫描设备的月球轨道器”，萨利加认为名字太长，不能突出任务的主题。他建议使用“先驱”作为首个航天器的名字，因为“军方已经发射了探索者号卫星，媒体将军方成为‘太空先驱’”，采用了这个名字的空军方面决定来一次“质的飞跃”，使自己真正成为“太空先驱”。 

## 早期任务
最早的一次发射仅仅是达到地球逃逸速度，证明计划可行。并研究月球。第一次发射由NASA（前身是国家航空咨询委员会）完成，其后的任务是美国空军和美国军方完成的。

## 艾布尔太空探测器（1958﹣1960）

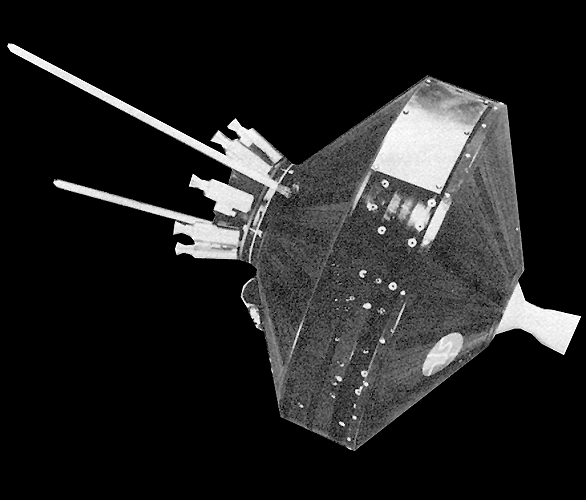
先驱者2号

大部分任务以最为人熟知的名字给出，后面是其他名称
- 先驱者0号（托尔-艾布尔1号，先驱者号） --月球轨道，1958年8月17日在火箭升空77秒后爆炸，失败
- 先驱者1号（托尔-艾布尔2号，先驱者I号）--月球轨道，1958年10月11日因第三级部分故障而错过月球
- 先驱者2号（托尔-艾布尔3号，先驱者II号）--月球轨道，1958年11月8日因第三级故障再入大气层，失败
- 先驱者P-1 (宇宙神-艾布尔4A号, 先驱者W号),1959年9月，探测器失踪
- 先驱者P-3 (宇宙神-艾布尔4号, 宇宙神-艾布尔4B号, 先驱者X号) – 月球探测，1959年11月26日，发射失败
- 先驱者5号（先驱者P-2，托尔-艾布尔4号，先驱者V号）--地球，金星之间，1960年3月11日 [2]
- 先驱者P-30（宇宙神-艾布尔5A号，先驱者Y号）--月球轨道，1960年9月，未达到月球轨道
- 先驱者P-31 (宇宙神-艾布尔5B号, 先驱者Z号) – 月球轨道，1960年12月，上面级故障，失败

## 朱诺二号月球探测器（1958﹣1959）
- 先驱者3号—月球飞越，1958年12月，发射故障导致错过月球
- 先驱者4号—月球飞越，1959年3月，达到地球逃逸速度

## 后期先驱者计划（1965﹣1978）
早期的艾布尔太空探测计划结束5年后，美国宇航局艾姆斯研究中心利用“先驱者”这个名字进行了新的任务，最初是打算探测太阳系内侧行星，后来大胆进行木星和土星飞越。 尽管计划成功了，但其返回的图片质量远不如五年后的旅行者。 1978年．计划结束前又进行了几次太阳系内侧行星探测，但采用了轨道插入计划而非飞越。
新任务以先驱者6号开始。

### 内太阳系行星探测
- 先驱者6号（先驱者A号）：1965年12月
- 先驱者7号（先驱者B号）：1966年8月
- 先驱者8号（先驱者C号）：1967年12月
- 先驱者9号（先驱者D号）：1968年11月
- 先驱者E号：1969年8月，发射失败

先驱者6号和先驱者9号定位在离太阳0.8天文单位的轨道上。其轨道周期略短于地球。

先驱者7号和先驱者8号定位在离太阳1.1天文单位的轨道上。轨道周期略长于地球。

由于它们的轨道位置在地球的两侧，有时候轨道器就在太阳地球连线上。 這些探測器可以比地球上或地球軌道上的觀測站更早地觀察太陽的某些部份。如果太阳磁暴发生，它们可以提前向地面控制站报告。

### 外太阳系行星探测
- 先驱者10号（先驱者F号）：木星，星际空间，1972年3月
- 先驱者11号（先驱者G号）：木星，土星，星际空间，1973年4月
- 先驱者H号：与先驱者10号和11号同时筹备，未发射

### 先驱者金星计划
- 先驱者金星轨道器（先驱者金星1号、先驱者12号）：1978年12月
- 先驱者金星多探测器（先驱者金星2号、先驱者13号）：1978年8月
  - 先驱者金星探测车：探测上层大气
  - 先驱者金星大探测器：300 kg 着陆探测器
  - 先驱者金星北极探测器：75 kg 着陆探测器
  - 先驱者金星夜区探测器：75 kg 着陆探测器
  - 先驱者金星日区探测器：75 kg 着陆探测器